# Диано-Арентино
Диано-Арентино (итал. Diano Arentino) — коммуна в Италии, располагается в регионе Лигурия, в провинции Империя.
Население составляет 684 человека (2008 г.), плотность населения составляет 82 чел./км². Занимает площадь 8 км². Почтовый индекс — 18013. Телефонный код — 0183.
Покровительницей коммуны почитается святая Маргарита Антиохийская, празднование 20 июля.

## Демография
Динамика населения:

## Администрация коммуны
- Официальный сайт: http://www.comune.dianoarentino.im.it